# 二重煙突事件
二重煙突事件（にじゅうえんとつじけん）は特別調達庁（後の防衛施設庁）を巡る事件。

## 概要
特別調達庁が発注した二重煙突について栃木県の足利工業への納入代金の支払いについて疑惑が会計検査院によって1950年に浮上した。
調査によって足利工業社長が他2人と共謀し、1948年4月頃に特別調達庁から注文された二重構造の煙突のうち5万フィートを納めていないのに納めたように納税証明証を変造し、同町から約4000万円の政府支払いの小切手をだまし取った公文書偽造行使罪及び詐欺罪の容疑が浮上した。このほか不当支払いのため同庁へ返却する金繰りとして頼まれた自動車の売却代金の横領の疑いもあった。また大橋武夫法務総裁は足利工業の顧問であったが、同社から支払われた30万の顧問料を申告しなかった脱税（所得税法違反）と1949年の第24回衆議院議員総選挙の立候補の際に同役員から出された20万円の政治献金を届け出得なかった政治資金規正法違反の容疑が浮上した。
これを受けて東京地方検察庁特別捜査部は捜査を進めた。衆議院決算委員会では馬場義続東京地検検事正が証人喚問され、「法務総裁であっても検察は取り調べの権限を持つ。捜査の過程で大橋から直接、弁明ないし供述を聞く」等の捜査内容に触れ検察の方針を述べる異例の対応が行われた。馬場の証言は大橋法相が主導して行った木内騒動への報復と見られた。
その後、足利工業の幹部らは逮捕・起訴された。裁判では1人が執行猶予付き有罪、1人が無罪の判決がそれぞれ言い渡され確定した。
大橋は時効成立や嫌疑不十分で不起訴処分となった。検察が法相経験者を訴追対象として検討した珍しいケースである。